# Damek
Damek (nep. दमेक) – gaun wikas samiti w zachodniej części Nepalu w strefie Dhawalagiri w dystrykcie Baglung. Według nepalskiego spisu powszechnego z 2011 roku liczył on 1206 gospodarstw domowych i 5746 mieszkańców (3297 kobiet i 2449 mężczyzn).